# Котанарх
Котана́рх (азерб. Kotanarx) — село в Агдашском районе Азербайджана.

## Этимология
Название происходит от слов «котан» (плуг) и «арх» (канава, канал), означает «канава, вырытая плугом».

## История
Основано в XVIII веке.
После реформы административного деления и упразднения уездов в 1929 году был образован Джардамский сельсовет в Агдашском районе Азербайджанской ССР.
Согласно административному делению 1961 село Котанарх входило в Джардамский сельсовет Агдашского района Азербайджанской ССР. Уже в 1977 году село Котанарх входило в Нехрахалилский сельсовет.
В 1999 году в Азербайджане была проведена административная реформа и был учрежден Нехрахалилский муниципалитет Агдашского района. В 2014 году Нехрахалилский муниципалитет был упразднен, Котанарх вошел в состав нового, Джардам-Котанархского муниципалитета.

## География
Неподалёку от этого села протекают река Турианчай и канал Кехтанарх.
Село находится в 13 км от райцентра Агдаш и в 245 км от Баку. Ближайшая ж/д станция — Ляки.
Высота села над уровнем моря — 30 м.

## Население
| Численность населения | Численность населения |
| 1979                  | 2009                  |
| --------------------- | --------------------- |
| 680                   | ↗1079                 |

Население преимущественно занимается выращиванием овощей.

## Климат
| Показатель                                             | Янв. | Фев. | Март | Апр. | Май  | Июнь | Июль | Авг. | Сен. | Окт. | Нояб. | Дек. | Год  |
| ------------------------------------------------------ | ---- | ---- | ---- | ---- | ---- | ---- | ---- | ---- | ---- | ---- | ----- | ---- | ---- |
| Средний суточный максимум, °C                          | 7,0  | 8,3  | 12,6 | 20,4 | 25,4 | 29,9 | 33,4 | 32,3 | 28,0 | 21,2 | 14,2  | 9,2  | 20,2 |
| Средняя температура, °C                                | 3,0  | 4,2  | 8,1  | 14,6 | 19,5 | 23,9 | 27,1 | 26,1 | 22,2 | 16,1 | 10,0  | 5,2  | 15,0 |
| Средний суточный минимум, °C                           | −1   | 0,2  | 3,6  | 8,9  | 13,7 | 18,0 | 20,9 | 19,9 | 16,4 | 11,0 | 5,9   | 1,2  | 9,9  |
| Норма осадков, мм                                      | 24   | 29   | 33   | 41   | 55   | 41   | 22   | 25   | 26   | 53   | 32    | 27   | 408  |
| Источник: https://en.climate-data.org/location/955005/ |      |      |      |      |      |      |      |      |      |      |       |      |      |

Среднегодовая температура воздуха в селе составляет +15 °C. В селе семиаридный климат.

## Инфраструктура
В селе расположены почтовое отделение и школа, построенная в 2014 году. Через село проходит автодорога «Нехрахалил-Котанарх-Джардам-Тофики-Шамсабад», построенная в 2018 году.